# Johannes Hauchin

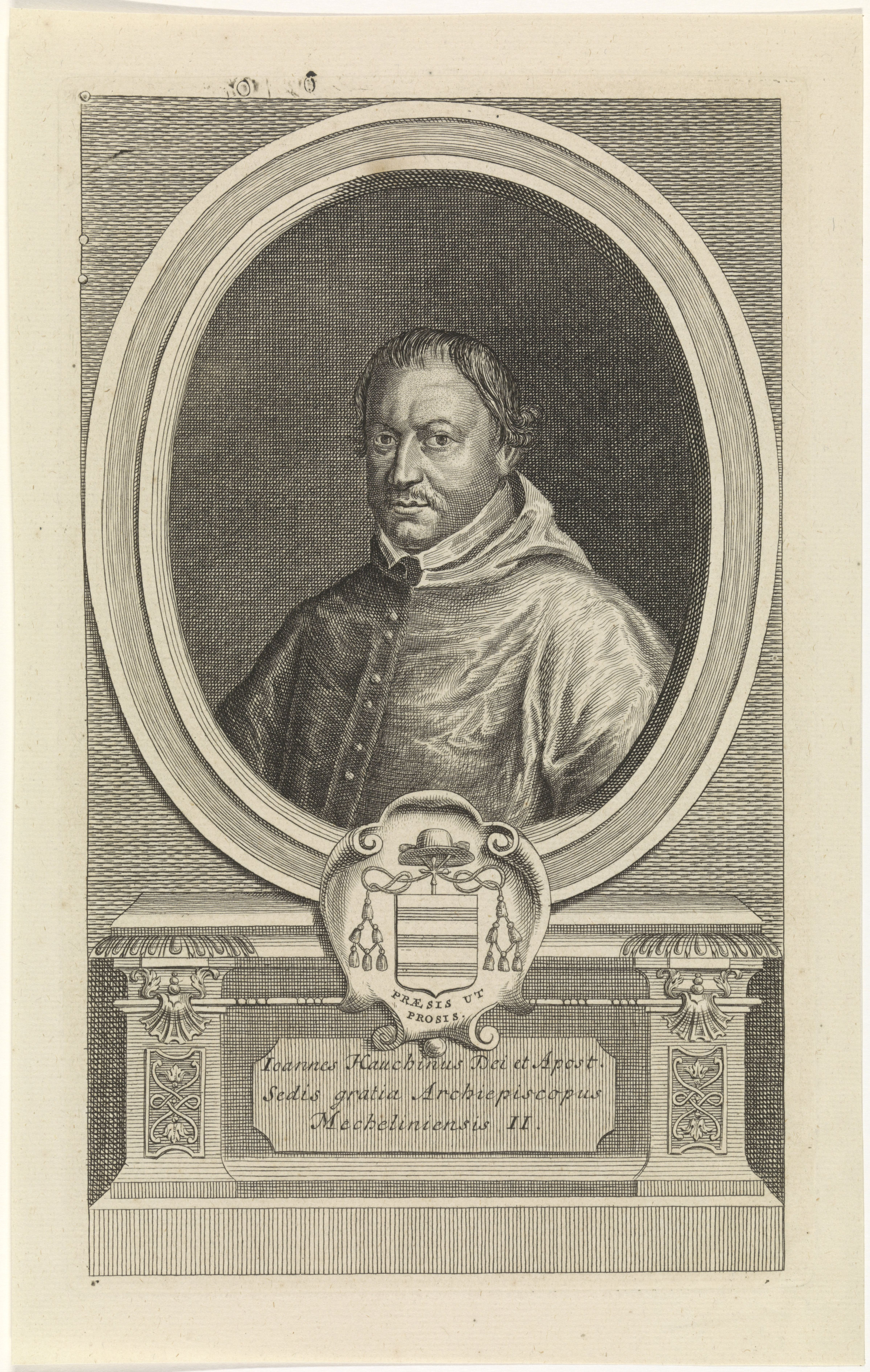
Johannes Hauchin, Porträt von 1725

Johannes Hauchin (auch Joannes oder Jean; * 1527 in Geraardsbergen; † 5. Januar 1589 in Mechelen) war ein römisch-katholischer Theologe und Bischof.

## Leben
Hauchin studierte Philosophie an der Universität Löwen und Theologie an den Universitäten von Dole und Douai. An letzterer erlangte er das Lizentiat der Theologie. Er wurde 1561 Kanoniker bei St. Hermes in Ronse. 1568 wurde er dort Dekan des Kapitels und des örtlichen Dekanats. Unter seiner Leitung wurde mit der Restaurierung der Kirche nach dem reformatorischen Bildersturm begonnen.
1570 wurde Hauchin zum Kanoniker am Kapitel der Kathedrale St. Michael und St. Gudula in Brüssel ernannt, bereits ein Jahr darauf wurde er an dieser Kapitelsdekan. 1578 folgte die Ernennung zum Erzdiakon von Brüssel sowie zum Generalvikar. 1579/1580 geriet er in Konflikt mit der calvinistischen Stadtführung und wurde verhaftet. Aus der Haft entlassen verließ er die Stadt. Er ging nach Tournai und an die Universität Douai, an der er seine theologische Dissertation verteidigte.
Am 24. Januar 1583 wurde Hauchin durch König Philipp II. von Spanien zum Erzbischof von Mechelen bestimmt. Er empfing am 30. Oktober desselben Jahres in Tournai die Bischofsweihe, konnte jedoch erst 1585 sein calvinistisch besetztes Erzbistum übernehmen. Er war in seiner Amtszeit mit der Wiederherstellung der geplünderten Kathedrale von Mecheln beschäftigt und gab 1588 das Pastorale Mechliniense heraus, das er in Antwerpen drucken ließ. Dies war ein Handbuch der in der Kirchenprovinz zu pflegenden liturgischen Riten.
Der 1589 verstorbene Erzbischof wurde in der Kathedrale von Mechelen beigesetzt.